# (2062) Atón
(2062) Atón o Aten es un asteroide perteneciente a los asteroides Atón descubierto por Eleanor Francis Helin desde el observatorio del Monte Palomar, Estados Unidos, el 7 de enero de 1976.

## Designación y nombre
Atón fue designado al principio como 1976 AA.
Más adelante se nombró por Atón, un dios de la mitología egipcia.

## Características orbitales
Atón orbita a una distancia media de 0,9668 ua del Sol, pudiendo alejarse hasta 1,143 ua y acercarse hasta 0,7901 ua. Su excentricidad es 0,1827 y la inclinación orbital 18,93°. Emplea 347,2 días en completar una órbita alrededor del Sol.
Atón da nombre a los asteroides Atón, caracterizados por tener un semieje mayor inferior a 1 ua.